# Variations
Variations sono una composizione per orchestra di Igor' Fëdorovič Stravinskij, scritta fra il 1963 e il 1964 e appartengono al periodo seriale dell'autore. Sono dedicate alla memoria dello scrittore Aldous Huxley, suo amico, morto il 22 novembre 1963 lo stesso giorno in cui morì il presidente John F. Kennedy a cui il musicista dedicò la Elegy for J.F.K..

## Storia
Stravinskij iniziò a comporre le Variations a Santa Fe nel mese di luglio del 1963 e le terminò a Hollywood il 28 ottobre 1964. L'opera fu eseguita per la prima volta a Chicago il 17 aprile 1965 con la Chicago Symphony Orchestra diretta da Robert Craft. La prima esecuzione europea fu a Varsavia, il maggio seguente, in occasione di un viaggio fatto dal compositore in Polonia dove ritornò dopo più di 40 anni. Nel mese di ottobre dello stesso anno Variations furono poi eseguite a Berlino nell'ambito delle Festwochen.

## Analisi
L'opera si compone di dodici brevissime variazioni raggruppate in tre parti, ognuna eseguita da dodici strumenti trattati da solisti; la prima è realizzata per dodici violini soli, la seconda è eseguita da quattro violini, sei viole e due contrabbassi, mentre la terza impegna undici legni e un corno. Secondo lo stesso Stravinskij il lavoro si rifà alle Variazioni Goldberg di Johann Sebastian Bach, senza tuttavia utilizzare un tema, bensì ricorrendo alla tecnica seriale: una serie di 12 suoni viene continuamente riproposta in tutte le sue molteplici trasposizioni, inversioni e letture retrograde.
La tecnica seriale è usata con rigore, con due importanti particolarità: la serie può essere iniziata da qualsiasi punto (per esempio partendo dalla sesta nota, dalla nona, etc.); all'interno di una successione seriale possono verificarsi degli "incantamenti", ossia delle ripetizioni di una nota o di un piccolo gruppo di note, generalmente due. In questo modo Stravinskij integra il principio della differenza che sottende la trattazione seriale (a una nota segue necessariamente una nota diversa tra le altre 11 del totale cromatico, e in modo predeterminato) con il principio della ripetizione.
La critica e il pubblico dell'epoca rimasero basiti di fronte a questa composizione per la grande difficoltà di comprensione che presenta, superando anche quella già riscontrata in un'altra opera "difficile" di Stravinskij, i Movimenti per pianoforte e orchestra. Le Variations, pur nella loro brevità, propongono un'alta concentrazione di materiale sonoro che presenta contrasti marcati e uno stile a dir poco veemente. Un critico polacco, dopo l'esecuzione a Varsavia, disse che nessuna opera di Stravinskij aveva mai raggiunto un alto grado di tecnica avanguardistica come questa e che non c'era mai stato un autore di età così avanzata (il musicista aveva all'epoca 82 anni) che avesse scritto una composizione così moderna.

## Organico orchestrale
Due flauti, flauto contralto, due oboi, corno inglese, due clarinetti, clarinetto basso, due fagotti, quattro corni, tre trombe, tre tromboni, arpa, pianoforte, archi.
 L'arpa e il pianoforte qui sono usati come strumenti percussivi.

## Realizzazioni coreografiche
Sulla musica delle Variations George Balanchine realizzò due coreografie per il New York City Ballet; la prima è del 1966 ed ebbe come interprete principale Suzanne Farrell, la seconda è una ripresa della precedente del 1982. Il balletto è senza trama ed è suddiviso in tre parti; la prima è realizzata per dodici danzatrici, la seconda per sei danzatori e l'ultima mette in scena un assolo per la ballerina principale.